# Lektion der Stille
Lektion der Stille (pol. Lekcja ciszy) – wydany w 1959 przez monachijskie wydawnictwo Carl Hanser Verlag zbiór wierszy poetów polskich w przekładach Karla Dedeciusa.
W opinii krytyka zbiór wyznaczył po II wojnie światowej nową jakość w kształceniu literackich i kulturowych stosunków polsko-niemieckich. Tytuł antologii został zapożyczony od wiersza wrocławskiego poety Tymoteusza Karpowicza pt. Lekcja ciszy. Debiutanckie dzieło Karla Dedeciusa, będące wynikiem jego tęsknoty za językiem polskim oraz brakiem na rynku niemieckim przekładów literatury polskiej wydanej po roku 1939.  
W tomiku znajduje się łącznie 60 wierszy, wówczas młodych (w wieku do 25-35 lat) i nieznanych jeszcze polskich poetów m.in.: 
Konstantego I. Gałczyńskiego, Zbigniewa Herberta, Małgorzaty Hillar, Mieczysława Jastruna, Tymoteusza Karpowicza, Czesława Miłosza, Juliana Przybosia, Tadeusza Różewicza, Wisławy Szymborskiej, Juliana Tuwima. 
Przy ich wyborze tłumacz i jednocześnie redaktor tomu kierował się wyłącznie kryterium jakości. 

## Odbiór polskiej poezji w Niemczech
Reakcja Niemców na wydaną antologię okazała się bardzo pozytywna. Do Polski wysłano kilkadziesiąt teczek z kilkunastostronicowym, zatytułowanym "Deutsche Stimmen", maszynopisem wybranych świadectw recepcyjnych, składających się głównie z recenzji prasowych i omówień radiowych, które z okazji 50-lecia I wydania Lektion der Stille przełożył i do druku podał prof. Marek Zybura w Lekcji ciszy Karla Dedeciusa w głosach krytyki niemieckiej.